# M (Myrkur)
M är danska Myrkurs första fullängdsalbum, utgivet i augusti 2015. Albumets genrer är i grunden black metal och gothic metal, men här återfinns även influenser från post-metal, gothic rock, darkwave, nordisk folkmusik och klassisk musik.
Albumet fick i stort sett goda recensioner. Tidskriften Gaffa utnämnde M till "Årets danska hårdrocksalbum".

## Låtlista
1. "Skøgen skulle dø" — 5:17
2. "Hævnen" — 3:23
3. "Onde børn" — 4:09
4. "Vølvens spådom" — 1:37
5. "Jeg er guden, i er tjenerne" — 4:03
6. "Nordlys" — 2:15
7. "Mordet" — 3:41
8. "Byssan lull" — 2:38
9. "Dybt i skoven" — 3:09
10. "Skaði" — 4:29
11. "Norn" — 2:17

## Medverkande
Myrkur
- Amalie Bruun – sång, gitarr, piano, produktion

Sessionsmusiker
- Teloch — gitarr, elbas
- Øyvind Myrvoll — trummor
- Ole-Henrik Moe — fiðla, hardangerfela, violin
- Håvard Jørgensen — akustisk gitarr
- Tone Reichelt — horn
- Martin Taxt — tuba
- Chris Amott —  gitarr på "Mordet"

Övriga
- Kristoffer "Garm" Rygg — mixning, produktion
- Anders Møller — mixning
- Jaime Gomez Arellano — mastering
- Trine + Kim Design Studio — fotografi
- Orion Landau — design